# (10805) Iwano
(10805) Iwano (1992 WG5) – planetoida z pasa głównego asteroid okrążająca Słońce w ciągu 4,46 lat w średniej odległości 2,71 j.a. Odkryta 18 listopada 1992 roku.